# Vriesea pseudoligantha
Vriesea pseudoligantha là một loài thực vật có hoa trong họ Bromeliaceae. Loài này được Philcox miêu tả khoa học đầu tiên năm 1992.

## Hình ảnh

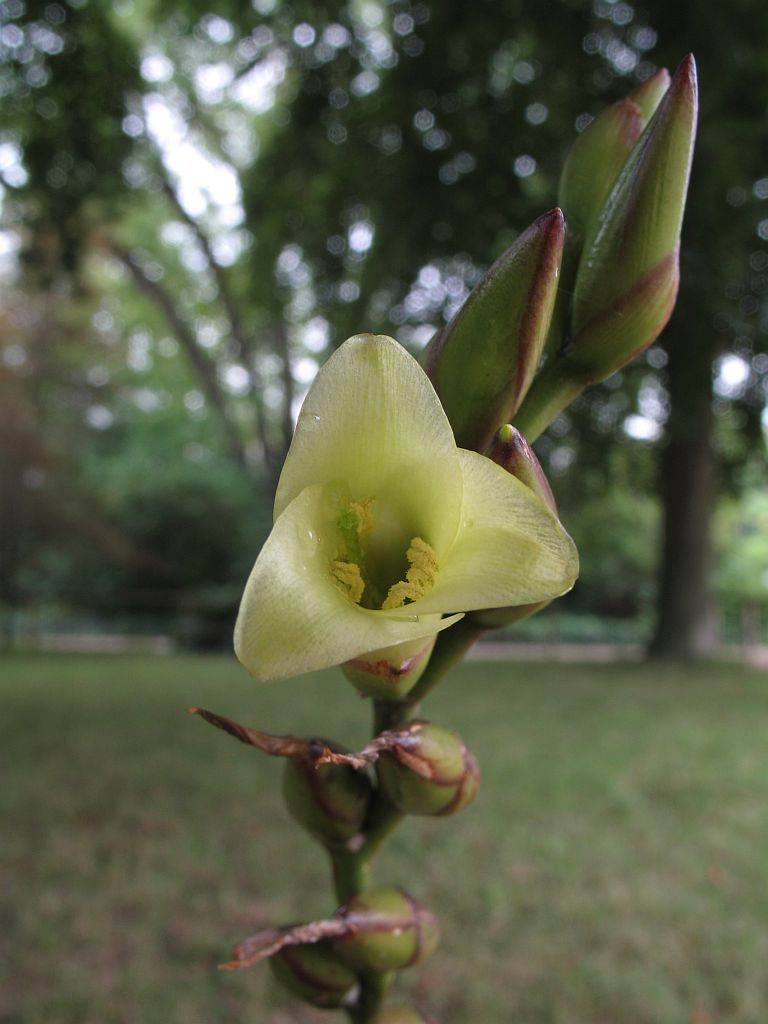
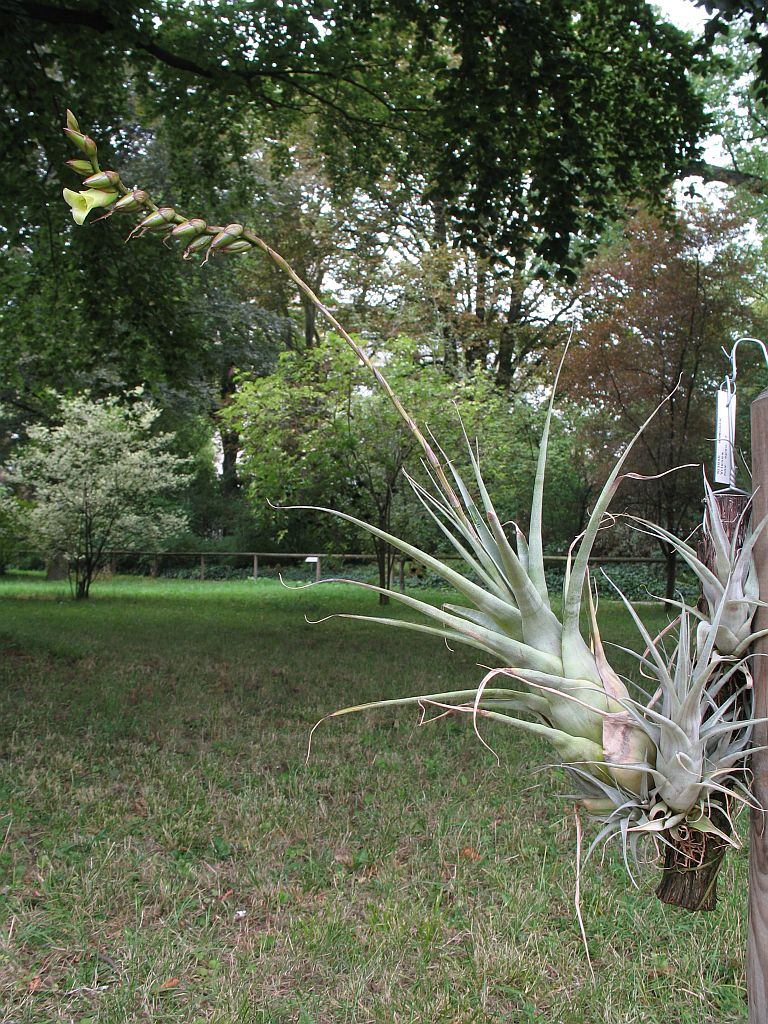